# Parque Provincial Aconcágua
O Parque Provincial Aconcágua está localizado no noroeste da província de Mendoza, departamento Las Heras, está localizada a 165 km da cidade de Mendoza, e 75 km de Uspallata pela Ruta Nacional 7. 
Dentro do parque está o Monte Aconcágua, de 6.962 m.